# Hadaginamakki, Tirthahalli
Hadaginamakki là một làng thuộc tehsil Tirthahalli, huyện Shimoga, bang Karnataka, Ấn Độ.